# Queso cheddar
El cheddar o chédar es un queso pálido de sabor agrio, originalmente producido en la ciudad británica de Cheddar, en el condado de Somerset, en Inglaterra.
Su sabor se va haciendo más intenso a medida que transcurre el tiempo de curación, etiquetándose los envases según el grado de maduración (de suave a fuerte, ácido, añejo o seco). Se usa leche de vaca que no está pasteurizada.
El queso cheddar es el queso más popular en el Reino Unido y representa el 51% del mercado anual de queso del país, valorado en 1.900 millones de libras esterlinas. Es el segundo queso más popular en Estados Unidos detrás de la mozzarella, con un consumo anual promedio de 4,5 kg (10 lb) per cápita. Estados Unidos produjo aproximadamente 1.400.000 toneladas (1.300.000 toneladas largas; 3.000.000.000 libras)  de queso cheddar en 2014, y el Reino Unido produjo 262.000 toneladas (258.000 toneladas largas) en 2008.

## Elaboración
La chedarización es un proceso adicional en la producción de quesos tipo cheddar, donde después de la cocción de la masa en la tina, se baja a la máquina para separar el suero; para eliminar el suero y se prensa, o si se elabora en tina chica se pesca con la tela, se corta en cubos de 30 cm de lado y se apilan de 2 o 3 cubos de alto. A los bloques cortados se les da varios volteos y se apilan pasando los cubos de la parte superior a la inferior y viceversa en cada volteo. Durante este proceso pierde el suero contenido en la masa, lo que, unido al desarrollo de la acidez, hace que la cuajada se haga más compacta. Este queso es libre de cuajo.
Cuando se obtiene una acidez substancial, que puede llegar hasta el 0,9 % de ácido láctico, se procede a la fragmentación de la cuajada en trozos más pequeños y se añade alrededor de un 2,0 a 2,5 % de sal para obtener en el queso de 1,5 a 1,8 %. A continuación se mezcla y se moldea.
Puede dejarse madurar de tres a doce meses, según la temperatura del almacén y el grado de madurez requerido.

## Características
Es un queso duro prensado, de forma cilíndrica o bloque (en forma de cubo). La corteza tiene una consistencia dura, su aspecto es liso pudiendo recubrirse de cera o envolverse en tela. Los bloques sin corteza pueden ir envueltos en una película flexible, cerrada herméticamente.
La pasta presenta una textura firme, lisa y cerosa. El color es uniforme, de paja pálida a paja oscuro llegando hasta el amarillo. Al igual que muchos quesos, el color del cheddar es a menudo modificado por el uso de colorantes comestibles como el achiote (extraído del árbol tropical del mismo nombre), que se usa para darle una tonalidad naranja al mismo. Los orígenes de esta práctica son poco claros, pero se menciona que apareció con el fin de que el queso tuviera un color consistente, para ayudar al comprador a identificar el tipo de queso cuando está sin etiqueta o para identificar la región de origen del producto. El cheddar no debe presentar ojos debido a la formación de gas u ocasionados por el proceso mecánico de la cuajada.
Normalmente se consume blando con una edad de tres meses o se deja madurar hasta doce meses o más. El aroma es el típico de la variedad y es característico de la maduración regulada por las bacterias productoras de ácido láctico; el mismo puede variar en intensidad de suave a fuerte.
El cheddar es una buena fuente de vitamina B12, por lo tanto recomendable para vegetarianos. Una rebanada de queso cheddar (40 g) contiene aproximadamente 0,5 µg de vitamina B12 (el requerido diario de ingesta para un adulto son 2,4 µg).
Su uso más habitual es como acompañamiento para sándwiches y hamburguesas. También se emplea para elaborar el queso fundido para untar.

## Denominación de origen
El nombre «queso cheddar» se usa ampliamente en todo el mundo y no tiene una denominación de origen protegida (PDO). Sin embargo, la Unión Europea reconoce el West Country Farmhouse Cheddar Cheese como un queso PDO. Para cumplir con las exigencias de la denominación de origen el queso debe realizarse a la manera tradicional usando ingredientes locales de uno de estos cuatro condados del suroeste de Inglaterra: Somerset, Devon, Dorset o Cornualles.

## Historia

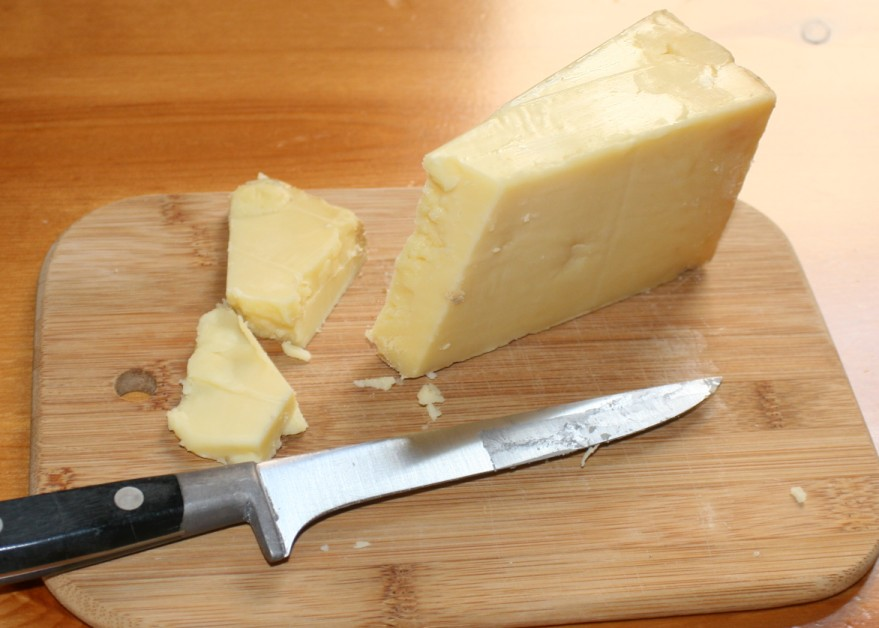
Una muestra de queso cheddar elaborado en Somerset.

El queso cheddar es originario del pueblo de Cheddar en Somerset, en el suroeste de Inglaterra. La Garganta de Cheddar, en las afueras del pueblo, contiene varias cuevas, que proporcionaban la humedad ideal y una temperatura constante para la maduración del queso. Tradicionalmente, el queso cheddar tenía que prepararse a menos de 48 kilómetros de la catedral de Wells.
Joseph Harding, lechero de Somerset del siglo XIX, fue fundamental para la modernización y estandarización del queso cheddar. Por sus innovaciones técnicas, la promoción de la higiene de los lácteos y la difusión voluntaria de técnicas modernas de elaboración de queso, Harding ha sido apodado "el padre del queso cheddar". Harding introdujo nuevos equipos en el proceso de elaboración del queso, incluido su "triturador giratorio" para cortar la cuajada; el triturador giratorio ahorró mucho esfuerzo manual en el proceso de elaboración del queso El "método Joseph Harding" fue el primer sistema moderno para la producción de queso cheddar basado en principios científicos. Harding afirmó que el queso cheddar "no se elabora en el campo, ni en el establo, ni siquiera en la vaca, se elabora en la quesería". Juntos, Joseph Harding y su esposa estuvieron detrás de la introducción del queso en Escocia y América del Norte, mientras que sus hijos Henry y William Harding fueron responsables de introducir la producción de queso cheddar en Australia y facilitar el establecimiento de la industria del queso en Nueva Zelanda, respectivamente.
Durante la Segunda Guerra Mundial y durante casi una década después, la mayor parte de la leche en Gran Bretaña se utilizó para hacer un solo tipo de queso apodado "cheddar del gobierno" como parte de la economía de guerra y el racionamiento. Como resultado, casi toda la producción de queso del país desapareció. Antes de la Primera Guerra Mundial, había más de 3.500 productores de queso en Gran Bretaña; quedaron menos de 100 después de la Segunda Guerra Mundial.
Según un investigador del Departamento de Agricultura de los Estados Unidos, el queso cheddar es el queso más popular del mundo y es el tipo de queso más estudiado en las publicaciones científicas.

## Producción internacional
La denominación «queso cheddar» se utiliza a nivel internacional. Además del Reino Unido, el cheddar se elabora también en Alemania, Argentina, Australia, Bélgica, Canadá, Colombia, Estados Unidos, Finlandia, Irlanda, Nueva Zelanda, Países Bajos, Sudáfrica, Suecia y Uruguay.[cita requerida] Los cheddars pueden ser quesos industriales o artesanales. El sabor, el color y la calidad del queso industrial varían considerablemente, y el envase de los alimentos suele indicar una potencia, como suave, media, fuerte, sabrosa, afilada, extraafilada, madura, vieja o añeja; esto puede indicar el periodo de maduración o los aditivos alimentarios utilizados para potenciar el sabor.

### Australia
Al queso cheddar en Australia se le conoce como «tasty cheese».[cita requerida]  En 2013, este queso representaba más del 55 % del mercado australiano de quesos, con un consumo medio anual de unos 7,5 kg (17 lb) por persona. El cheddar es tan común que rara vez se utiliza el nombre: en su lugar, el cheddar se comercializa solo por la fuerza de su sabor, por ejemplo, mild (‘suave’), tasty (‘sabroso’) o sharp (‘afilado’).

### Canadá
A raíz de un brote de mosca del trigo en Canadá a mediados del siglo XIX, los agricultores de Ontario empezaron a dedicarse a la producción lechera en gran número, y el queso cheddar se convirtió en su principal producto de exportación, llegando incluso a exportarse a Inglaterra. A finales del siglo XX, había 1 242 fábricas de cheddar en Ontario, y el cheddar se había convertido en la segunda mayor exportación de Canadá, después de la madera. Las exportaciones de cheddar ascendieron a 106 000 000 kg en 1904, pero en 2012 Canadá era un importador neto de queso. James L. Kraft creció en una granja lechera de Ontario, antes de trasladarse a Chicago. Según la escritora Sarah Champman: «aunque no podemos achacar totalmente el declive de la artesanía del queso en Canadá a James Lewis Kraft, sí que se correspondió con el auge del imperio del queso procesado de Kraft». La mayor parte del cheddar canadiense se produce en las provincias de Quebec (40,8 %) y Ontario (36 %), aunque otras provincias producen algo y existen algunos productores artesanales más pequeños. La producción anual es de 120 000 toneladas. Se suele madurar un mínimo de tres meses.
La sopa de queso cheddar canadiense es un plato destacado en el pabellón de Canadá en Epcot, en el Walt Disney World.
El porcentaje de grasa de la leche debe etiquetarse con las palabras «grasa de la leche» o con las abreviaturas «B.F.» o «M.F.» (Milk fat)

### Nueva Zelanda
La mayor parte del cheddar que se produce en Nueva Zelanda es de elaboración industrial, aunque algunos son hechos a mano por queseros artesanos. El cheddar fabricado en fábrica suele venderse relativamente joven dentro de Nueva Zelanda, pero la empresa lechera Anchor envía cheddars neozelandeses al Reino Unido, donde los bloques maduran durante un año más.

### Reino Unido

Los cuatro condados ingleses donde se puede producir el West Country Farmhouse Cheddar DOP

En la actualidad, sólo un productor de este queso tiene su sede en el pueblo de Cheddar, la Cheddar Gorge Cheese Co. El nombre «cheddar» no está protegido por la legislación de la Unión Europea ni del Reino Unido, solamente el nombre «West Country Farmhouse Cheddar Cheese» (‘Queso cheddar de granja del oeste del país’) cuenta con un registro de la Unión Europea, y tras el Brexit, también de una denominación de origen protegida (DOP) del Reino Unido, y solo puede producirse en Somerset, Devon, Dorset y Cornualles, con leche procedente de esos condados. El cheddar suele venderse como suave, medio, maduro, extramaduro o añejo. El cheddar producido en las islas Orcadas está registrado como indicación geográfica protegida de la Unión Europea con el nombre de «Orkney Scottish Island Cheddar» (‘Cheddar de la isla escocesa de las Orcadas’) desde 2013. Esta protección destaca el uso de métodos tradicionales, transmitidos por generaciones desde 1946, y su carácter único en comparación con otros quesos cheddars. El West Country Farmhouse Cheddar está protegido fuera del Reino Unido y de la Unión Europea como indicación geográfica también en China, Georgia, Islandia, Japón, Moldavia, Montenegro, Noruega, Serbia, Suiza y Ucrania.

### Estados Unidos

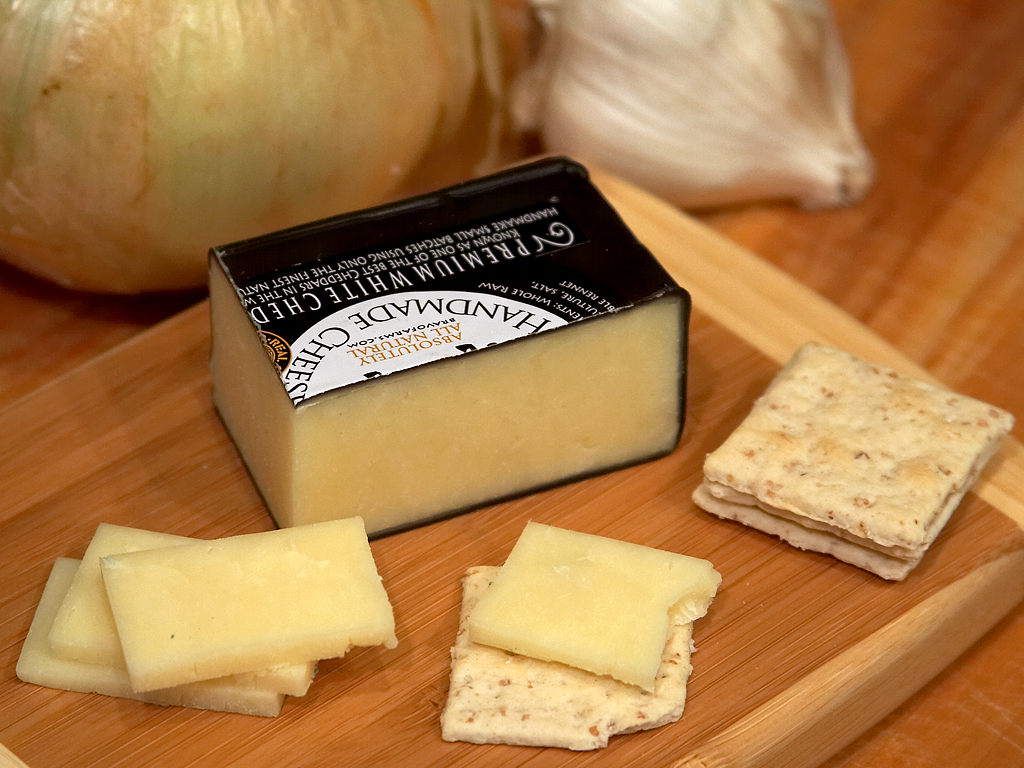
Queso cheddar de Traver, California.

El estado de Wisconsin es el que más queso cheddar produce en los Estados Unidos; otros centros de producción son California, Idaho, Nueva York, Vermont, Oregón, Texas y Oklahoma. Se comercializa en diversas variedades: suave, medio, afilado, extra afilado, estilo Nueva York, blanco y de Vermont. El cheddar estilo Nueva York es particularmente agudo o ácido, pero tiende a ser algo más suave que las variedades de sabor más suave. El cheddar que no contiene achiote se suele etiquetar como «cheddar blanco» o «cheddar de Vermont» (independientemente de que se haya producido realmente allí). Las tres queserías de Vermont producen quesos cheddar: Cabot Creamery, que produce el Private Stock Cheddar de dieciséis meses; Grafton Village Cheese Company; y Shelburne Farms.
Algunos quesos procesados o “alimentos con queso” se denominan «con sabor a cheddar». Algunos ejemplos son el easy cheese (‘queso fácil’), un alimento de queso envasado en una lata de aerosol presurizada; también, en forma de paquetes de “queso procesado” cuadrado, en rodajas y envuelto individualmente, que a veces también está pasteurizado.
El cheddar es uno de los varios productos utilizados por el Departamento de Agricultura de los Estados Unidos para hacer un seguimiento de la situación de la industria láctea estadounidense en general; se publican informes semanales en los que se detallan los precios y las cantidades de producción.